# 刘处让
刘处让（881年—943年4月6日），字德谦，中国五代十国时期政权后唐（含其前身晋国）、后晋将领，在后晋开国皇帝石敬瑭年间任枢密使。

## 家世
刘处让生于唐僖宗年间的881年，沧州人。祖父刘信，累赠太子少保。父刘喻，累赠太子少师。刘处让年轻时效力唐朝灭亡后建立的燕国的义昌军（军部在沧州）都指挥使张万进。应天二年（912年），因燕帝刘守光子义昌军节度使刘继威淫虐又与张万进家人通奸，张万进怒而杀之，遣使奉表请投降燕国的两大互为大敌的敌国后梁和晋国。后梁皇帝朱全忠改义昌军为顺化军，以张万进为节度使。乾化三年（913年）张万进迁平卢节度使，后又迁泰宁节度使，刘处让都随行。张万进为泰宁节度使后，刘处让为其亲校。

## 晋国和后唐年间
梁帝朱瑱贞明四年（918年），梁渐渐失地于晋。朱瑱的近臣常向包括张万进在内的节度使索贿。八月，张万进误听闻晋即将大举入侵梁在晋梁边境一带黄河以南的领地，就遣使请求依附正屯军于麻口渡的晋王李存勖，并求援。朱瑱闻讯，派亳州团练使刘鄩为兗州安抚制置使，率兵讨之。刘鄩很快围泰宁军部兖州。五年（919年）十月，兖州陷入绝境，晋梁两军正在黄河边境激战，晋也无能派出一支援军深入梁境救张万进。张万进派刘处让去晋求援，李存勖不答应，刘处让就在军门割下一只耳朵，哀号道：“如果我所请的没有结果，生不如死！”李存勖被感动，不顾危险，派军试图救张万进，但刘鄩已克兖州族灭张万进的消息传来，故晋军未发。李存勖以墨制授刘处让为行台左骁卫将军。不久，改客省副使。
天祐二十年（923年）四月，李存勖自称唐朝合法继承人，称帝，国号史称后唐。以刘处让为客省使。十月，灭梁。刘处让被加检校兵部尚书，常代表李存勖给四方大将传令，多称旨。同光四年（926年），天雄軍士兵皇甫暉發動鄴城之變，又擁立李嗣源，李存勖欲親自討伐，卻死於興教門之變。李嗣源入城即位，轉任检校尚书右仆射，其余充职如前。一年多后，迁引进使。长兴三年（932年），转检校司空、左威卫大将军（或作左骁卫大将军），职权如故。四年（933年），西川节度使孟知祥断绝朝贡，朝廷正想怀柔，就遣刘处让为官告国信使以说服孟知祥至少名义归顺，刘处让复命后，转检校司徒。
李嗣源子李从厚继位后，应顺元年（934年），授刘处让忻州刺史、检校太保，充西北面都计度使，以备契丹入寇。李从厚不久被养兄李从珂推翻，清泰二年（935年），刘处让入为左骁卫大将军。三年（936年），李从珂面临分别由养妹夫、李嗣源女婿河东节度使石敬瑭和已兵变驱逐节度使刘延皓的天雄屯将张令昭发起的两起叛乱，派宣武节度使兼中书令范延光领兵讨天雄变军，以刘处让为河北都转运使。

## 后晋年间
石敬瑭被盟友契丹太宗皇帝立为后晋皇帝，在契丹援助下不久击败后唐派来讨伐的军队，进军唐都城洛阳。李从珂绝望自杀，唐亡。刘处让回洛阳投降石敬瑭，被授宣徽北院使。
天福二年（937年），以宣徽北院使、左骁卫大将军转左监门卫上将军，充宣徽南院使。六月，起初投降石敬瑭的天雄节度使兼中书令范延光反叛。起初刘处让从宣武节度使魏府四面都部署杨光远讨范延光，不久，副部署兼诸军都虞侯张从宾在范延光诱导下也在洛阳反叛（时石敬瑭已迁都大梁），刘处让从黎阳分兵讨之。七月，张从宾败，后晋军围天雄军部广晋。因石敬瑭许以不死，范延光想投降，但还在犹豫。刘处让入城说以祸福，九月，范延光投降。时任魏府行营都招讨使、兼知行府事杨光远命刘处让权知天雄军府事。刘处让以功加检校太傅。
范延光投降后致仕住在京城大梁，石敬瑭待他与群臣无别，但不想留他在京，就派刘处让带着酒在夜间拜访他并说：“皇上派处让来的时候，正好有契丹使者到，问魏博（即天雄军）反臣在哪，怕晋不能制，要锁了反臣带走，以免为中原后患。”范延光哭了，不知所措。刘处让便要他去洛阳避契丹使者。但范延光怕留守河南的杨光远寻仇，想去有田宅的河阳，刘处让也同意。于是范延光带着财物回河阳，但仍被杨光远派儿子知河阳州事杨承勋带兵截杀夺财。
后晋一改后唐以将领为枢密使的传统，以文官宰相桑维翰和李崧分别兼充枢密使。刘处让因唐庄宗以来宰相少有兼枢密使的，自以为堪当枢密使，因而与宦官都不悦。广晋围城期间，桑维翰总拒绝杨光远的要求，杨光远对刘处让抱怨，刘处让说：“这不是圣旨，都是执政（宰相）桑维翰等人的意思。”范延光投降后，杨光远秘密上表论宰相过失。石敬瑭不想得罪杨光远，于是罢桑维翰、李崧枢密使之职，改任刘处让为枢密使。
但石敬瑭因李嗣源年间枢密使安重诲专横，长期反对以权势将领任枢密使，任命刘处让并非石敬瑭所愿。刘处让处事也多不称旨。四年（939年），刘处让因继母过世守丧，石敬瑭趁机废枢密院，将其事务改由宰相办理。刘处让守丧一年有余，起复，授彰德军节度使、澶卫等州观察处置等使。
刘处让勤于公务，对吏民不苛察。六年（941年）石敬瑭去邺都处理成德军节度使安重荣之乱，刘处让竭家财贡奉之，不久入朝，自以为能居要职，却仅被除右金吾卫上将军，不悦。
七年（942年）石敬瑭崩，侄石重贵继位。刘处让对宰相们说自己的功劳，以求高位，未果。一日他去中书省趁酒醉，毁谤在场宰相冯道、赵莹、李崧、和凝，冯道笑而不答。一个多月后，刘处让称病。八年（943年），石重贵从邺都回大梁，刘处让随驾，寄居封禅寺，病故。赠太尉，再赠太师。
子刘保勋，仕北宋，位至省郎。